# タネ (ノースリーブスの曲)
「タネ」は、日本の女性アイドルグループAKB48の派生ユニット・ノースリーブスの楽曲。楽曲は秋元康により作詞、小林哲也により作曲されている。2009年3月18日にユニットの2作目のシングルとして発売された。
楽曲は独立UHF局アニメ『鉄腕バーディー DECODE:02』のエンディングテーマに使用された。
楽曲のシングルCDは初回生産限定盤 (ESCL-3191・2) と通常盤 (ESCL-3193) の2種類がリリースされた。初回限定盤はDVDが付属しており、「小嶋 feature ver.」「高橋 feature ver.」「峯岸 feature ver.」の3種類のジャケットがある。通常盤のジャケットは初回生産限定盤とは異なるデザインになっている。また、特典として初回生産限定盤および通常盤の初回生産分には発売記念握手会「芽が出たよ♪」（東京・名古屋・大阪）参加券と『鉄腕バーディー DECODE:02』のワイドキャップステッカーが封入されている。
楽曲及びカップリング曲の「Girls' talk」では、メンバーの峯岸みなみがコーラスを担当している。
キャッチコピーは「終わった恋だけがタネになる。涙の後に、きっと、花が咲くよ」。

## シングル収録トラック

### 初回生産限定盤
| #  | タイトル                       | 作詞   | 作曲     | 編曲    |
| -- | ------------------------------ | ------ | -------- | ------- |
| 1. | 「タネ」                       | 秋元康 | 小林哲也 | pal@pop |
| 2. | 「Girls' talk」                | 秋元康 | cAnON.   | AKIRA   |
| 3. | 「タネ -Instrumental-」        |        |          |         |
| 4. | 「Girls' talk -Instrumental-」 |        |          |         |

| #  | タイトル                    | 作詞 | 作曲・編曲 |
| -- | --------------------------- | ---- | ---------- |
| 1. | 「タネ Music Video」        |      |            |
| 2. | 「Making of タネ」          |      |            |
| 3. | 「タネ カラオケ練習用映像」 |      |            |

### 通常盤
| #  | タイトル                       | 作詞   | 作曲     | 編曲    |
| -- | ------------------------------ | ------ | -------- | ------- |
| 1. | 「タネ」                       | 秋元康 | 小林哲也 | pal@pop |
| 2. | 「Girls' talk」                | 秋元康 | cAnON.   | AKIRA   |
| 3. | 「タネ -Instrumental-」        |        |          |         |
| 4. | 「Girls' talk -Instrumental-」 |        |          |         |